# Lepanthes calodictyon
Lepanthes calodictyon es una especie de orquídea epífita originaria de Colombia y Ecuador.

## Descripción
Es una orquídea de tamaño pequeño, que prefiere el clima cálido al fresco, es epífita con tallos agrupados erectos envueltos por 2 a 3, agudas y ciliadas vainas lepanthiform y con una hoja satinada, colgante, ampliamente ovada, subcircular, obtusa o cortamente apiculada de color verde esmeralda y rojo. Florece en una inflorescencia congestionada, fasiculada, más corta que las hojas, con varias flores que pueden florecer en cualquier momento del año. Tiene flores muy pequeñas que se abren en forma individual sucesivamente. Tiene necesidad de una alta humedad, el riego constante y de fertilizantes.
Las siguientes especies son similares pero difieren lo suficiente para hacerlas especies separadas: L barbelifera, L salatrix, L tentacula y L volador.

## Distribución y hábitat
Se encuentra en Colombia y el oeste de Ecuador en los bosques nubosos en alturas de alrededor de 2100 a 3600 metros.

## Taxonomía
Lepanthes acuminata fue descrita por Rudolf Schlechter y publicado en Repertorium Specierum Novarum Regni Vegetabilis 10(254–256): 355. 1912.